# Losheim am See
Losheim am See é um município da Alemanha localizado no distrito de Merzig-Wadern, estado do Sarre.